# Damien Neveu
Pour les articles homonymes, voir Neveu.

a Compétitions nationales et continentales officielles uniquement.

Dernière mise à jour le 22 novembre 2021.
Damien Neveu, né le 29 juin 1986 à Chambray-lès-Tours, est un joueur et entraîneur de rugby à XV. Il est le manager principal du Niort Rugby Club depuis 2025.

## Biographie
Il a disputé 28 matchs de Top 14 et 8 de Challenge européen entre 2004 et 2008 avec le CA Brive.
Il joue son dernier match pour Brive le 23 mai 2015 contre le Stade français Paris rugby, entrant à la 66e minute, participant à la victoire 27/0 de son club, assurant du même coup le maintien du club en top 14. Il est le seul joueur de France à participer à toutes les rencontres de son club cette année-là (26 matchs de Top 14 et 6 matchs du Challenge européen de rugby à XV, 10 fois titulaire).
À partir de la saison 2015-2016, il est dans l’effectif de Colomiers rugby pour quatre saisons.
En 2022, il devient entraîneur de l'équipe espoir du Stade montois ainsi que préparateur physique du centre de formation.

## Équipes nationales
- International -21 ans[réf. nécessaire].
- International -19 ans (participation au championnat du monde 2005 en Afrique du Sud, 3 sélections)[réf. nécessaire].
- International -18 ans (2 sélections en 2004 contre l'Irlande et l'Angleterre)[réf. nécessaire].